# Парафраз Феофила
Парафраз Феофила — толкования входящих в Corpus iuris civilis Институций на основе записей лекций византийского юриста Феофила, одного из создателей этого свода права.

## Создание и использование
Исходя из того, что противоречия в юридической практике возникают не из законов, а их толкований, Юстиниан 16 декабря 533 издал особую Constitutio Tanta, в которой под страхом наказания запретил писать какие бы то ни было комментарии на Дигесты, а так как это запрещение мотивировалось тем, чтобы право не впало в прежнюю неопределённость, то этот запрет распространялся и на остальные части свода. Дозволялось только выполнять буквальные переводы на греческий язык и составлять паратитлы, то есть примечания к отдельным разделам, состоящие в отсылках к другим источникам. Также допускалось создание кратких пересказов.
Однако потребности юридического образования вызвали необходимость искать пути к обходу этого запрета. Запрещение Юстиниана касалось только письменной обработки его законодательства и не препятствовало профессорам в ходе лекций пояснять отдельные места законодательства выдуманными примерами, указывать на недоразумения и пути их устранения. Студенты производили записи лекций, которые потом переписывались. Одним из самых известных таких конспектов стали парафразы Феофила. Этот сборник появился вскоре после обнародования Институций и быстро приобрёл исключительное значение, став наиболее популярным произведением подобного рода. В период упадка права на Востоке этот парафраз применялся вместо собственно Институций. Текст парафраз послужил источником об юстиниановых Институциях в законодательном своде конца IX века «Василики».

## Издания и изучение
«Парафраз» дошёл до нашего времени в полном объёме. Его первое издание было выполнено в 1534 году Виглиусом. Следующие издания подготовили Шарль Аннибаль Фабро(1638) и В. О. Рейтц (1751). Значительный вклад в исследование парафразы Феофила внёс блаженный Контардо Феррини (1884—1897). Однако ни одно из этих изданий не использовало всех известных рукописей. Современное научное издание вышло в 2010 году, являясь результатом более чем тридцатилетних усилий (с июня 1978 по январь 2010 года) Гронингенской школы византийского права, основанной Германом Шелтемой. Коллектив исследователей под руководством профессора Яна Локина использовал 18 рукописей, 12 из которых содержат полный текст юридического памятника.
Перевод «Парафраз» на английский язык выполнил Александр Мурисон.

## Издания
- Theophili Antecessoris Paraphrasis Institutionum / ediderunt J. H. A Lokin, Roos Meijering, B. H. Stolte, N. van der Wal, with a translation by A. F. Murison. — Chimaira, 2010.